# Ensenhamen
L'ensenhamen és un gènere líriconarratiu de la poesia trobadoresca que tracta l'amor cortès d'una manera didàctica. Sol anar destinat a un grup de persones (cavallers, dames, etc.) i sovint s'inicien amb una introducció narrativa on una persona del grup de destinataris (un cavaller, una dama) demana consell al poeta. Pel que fa als aspectes formals, sol tractar-se de versos apariats de sis síl·labes, sense divisó en estrofes.
Els tractats de poètica medieval no parlen de l'ensenhamen com a gènere, però el mot apareix en les rúbriques d'algun cançoner per referir-se a aquestes composicions.
Cal notar que els ensenhamens representen el gènere didàctic profà i en llengua vulgar més antic d'Europa.

## Ensenhamensen la poesia trobadoresca
Els nou textos classificats per Monson com a ensenhamens són els següents:
| Autor                    | Títol / Primer vers                                       | Notes                         |
| ------------------------ | --------------------------------------------------------- | ----------------------------- |
| Garin lo Brun            | Ensenhamen de la donsela / El termini d'estiu             | ca. 1155                      |
| Arnaut Guilhem de Marsan | Qui comte vol apendre                                     | ca. 1170                      |
| Arnaut de Maruelh        | Razos es e mesura                                         | final del XII                 |
| Ramon Vidal de Besalú    | Abril issi' e mays entrava                                | ca. 1200; en octosíl·labs     |
| Sordel                   | Ensenhamen d'onor / Aissi co·l tesaurs es perdutz         | 1220-1230; en octosíl·labs    |
| At de Mons               | Sitot non es enquisitz                                    | Segona meitat del s. XIII     |
| Amanieu de Sescars       | Ensenhamen del scudier / El temps de nadalor              | finals s. XIII                |
| Amanieu de Sescars       | Ensenhamen de la donsela / En aquel mes de mai            | finals s. XIII                |
| Peire Lunel de Montech   | Ensenhamen del garso / L'autrier mentre ques ieu m'estava | principi s. XIV; heteromètric |

Altres estudiosos havien inclòs més textos, però Monson els descarta com a ensenhamens en el sentit estricte del terme cadascun per diversos motius que analitza en el seu estudi.

## Els anomenatsensenhamensper joglars
Els que sovint s'han anomenat ensenhamens per joglars cal considerar-los, segons Monson, no ben bé com a ensenhamens sinó més aviat com a sirventesos i, de fet, en alguns casos es titulen així en les rúbriques dels cançoners. Pirot els va anomenar sirventès-ensenhamen. Els motius per a considerar-los sirventesos són el to sarcàstic envers els joglars i l'absència de finalitat didàctica. Es tracta de les peces següents:
| Autor                | Primer vers / Títol                    | Notes                                                                 |
| -------------------- | -------------------------------------- | --------------------------------------------------------------------- |
| Guerau IV de Cabrera | Cabra joglar                           | Adreçat al joglar Cabra; possiblement joglar al seu servei. Vers 1160 |
| Guiraut de Calanson  | Fadet juglar                           | Inicis del XIII                                                       |
| Bertran de Paris     | Guordo, ie·us fas un bo sirventes l'an | Adreçat aun tal Gordó. 1197-1224                                      |